# Kanton Playas
Der Kanton Playas befindet sich in der Provinz Guayas im zentralen Westen von Ecuador. Er besitzt eine Fläche von 272,5 km². Im Jahr 2020 lag die Einwohnerzahl schätzungsweise bei 59.630. Verwaltungssitz des Kantons ist die Stadt Playas (auch General Villamil) mit 34.409 Einwohnern (Stand 2010). Der Kanton Playas wurde am 15. August 1989 eingerichtet.

## Lage
Der Kanton Playas liegt im äußersten Südwesten der Provinz Guayas. Der Kanton liegt westlich des Golfs von Guayaquil im Südosten der Santa-Elena-Halbinsel. Der Hauptort Playas befindet sich 75 km südwestlich der Provinzhauptstadt Guayaquil. Der Kanton besitzt einen 38 km langen Küstenstreifen, überwiegend mit Sandstrand.
Der Kanton Playas grenzt im Westen an den Kanton Santa Elena der Provinz Santa Elena sowie im Norden und im Nordosten an den Kanton Guayaquil.

## Verwaltungsgliederung
Der Kanton Playas wird von der Parroquia urbana („städtisches Kirchspiel“) General Villamil gebildet. Diese umfasst auch die drei Gemeinden (recintos principales) Engabao, San Antonio und Data de Villamil.